# Abaridius tachypoides
Abaridius tachypoides is een keversoort uit de familie van de loopkevers (Carabidae). De wetenschappelijke naam van de soort is voor het eerst geldig gepubliceerd in 1871 door Henry Walter Bates.